# 동래부 동헌 외대문
동래부 동헌 외대문(東萊府 東軒 外大門)은 부산광역시 동래구에 있는 조선시대의 건축물이다. 1972년 6월 26일 부산광역시의 유형문화재 제5호로 지정되었다.
당초 부산광역시 동래구 온천동 산20-4번지에 있었으나, 부산광역시 지정문화재 이전․복원에 따라 부산광역시 동래구 수안동 421-59번지으로 소재지가 변경되었다.
당초 지정된 독진대아문(獨鎭大衙門)이란 명칭은 1655년(효종 6) 동래부의 군사권이 경상좌병영 휘하 경주진영에서 독립하여 동래독진(東萊獨鎭)이 되었음을 알리는 관아의 명칭이나, 마치 동래부 동헌 출입문의 명칭처럼 사용되고 있어, 문화재 지정 명칭에 대한 혼란을 방지하고 유적의 성격을 명확하게 하기 위해 '동래부 동헌 외대문'으로 명칭이 변경되었다.

## 개요
이 문은 조선후기 동래부의 군사적 중요성을 가장 잘 보여주는 유적이다.
조선후기에 동래부는 일본과 가까운 거리에 있었기 때문에 국방과 외교상 중요한 곳이었다. 때문에 다른 고을에 비해 관아의 수도 많았고, 규모도 컸다. 이 문의 첫 건립은 1636년(인조 14) 동래부사 정양필(鄭良弼)이 동래부동헌을 건립할 때 함께 건립하였을 것으로 추정된다. 그 후 여러 차례 중건을 거쳤으며, 현재의 건물은 1870년(고종 7) 동래부사 정현덕(鄭顯德)이 중건한 것이다. 원래 동래부동헌의 대문으로 망미루 뒤쪽에 있었던 것을 일제시대에 시가지 정리를 하면서 연고도 없는 지금의 자리로 옮겨져 있다. 이것은 1655년(효종 6) 동래부의 군사권이 경사좌병영의 지휘 아래 있던 경주진관(慶州鎭管) 소속에서 독립하여 동래독진(東萊獨鎭)이 되었음을 알리는 것이다. 또 아래 좌우의 기둥에는 진변병마절제영(鎭邊兵馬節制營)과 교린연향선위사(交隣宴餉宣慰使)라는 현판이 걸려 있다. 그 뜻은 동래부가 진변의 병마절제영이고, 대일외교 때 일본사신을 접대하던 관아라는 것이다.
이 문은 우리 고장에 남아 있는 전형적인 관아 대문이다. 규모는 작으나, 3문형식의 흔하지 않은 건물이다. 구조는 정면 3칸, 측면 1칸이다. 지붕은 솟을대문이며, 처마는 홑처마이다. 천장의 밑에 홍살이 설치된 것으로 보아 원래 외삼문(外三門)이었던 것으로 보인다.

## 참고 자료
- 동래부 동헌 외대문 - 국가유산청 국가유산포털